# Подура водяна
Подура водяна (Podura aquatica) — вид колембол родини Poduridae. Поширений в Північній півкулі.

## Поширення
Вид має голарктичне поширення. Трапляється в Північній Америці, Європі, Північній Африці та Азії. Мешкає на поверхні стоячих водойм.

## Опис
Це присадкуватий вид довжиною до 1,5 мм, зазвичай блакитно-сірий, але іноді майже чорний. На тілі має складки і валики, вусики короткі, чотиричленні. Фуркула велика і сплощена, що дозволяє тварині стрибати, не порушуючи поверхневий натяг води. Вид має довший хвіст, ніж Hypogastruridae, які також є звичайними мешканцями у стоячій воді.

## Спосіб життя
Цих тварин можна зустріти на краях калюж і канав, ставків і озер, іноді у величезній кількості. Коли їх потривожити, вони стрибають на всі боки, падають на поверхню води, де вони не тонуть, а, притягуючись один до одного, утворюють невеликі скупчення. Харчуються переважно м'якими частинами рослин.
Самиці відкладають ікру на поверхню води, там же самці відкладають сперматофори. Ікринки гідрофільні і відразу опускаються на дно. Ембріон розвивається під водою. Личинки, що вилупилися, мають гідрофобну кутикулу і піднімаються на поверхню, щоб продовжити свій постембріологічний розвиток на поверхні води.